# Грабник (Солонківська сільська громада)
Грабни́к — село в Україні, у Львівському районі Львівської області. Населення становить 23 особи. Орган місцевого самоврядування - Солонківська сільська рада.

## Населення
За даними всеукраїнського перепису населення 2001 року, у селі проживало 23 особи. Мовний склад села був таким:
| Мова       | Число ос. | Відсоток |
| ---------- | --------- | -------- |
| українська | 23        | 100      |